# Vetle Skjærvik
Vetle Skjærvik (Lillehammer, 15 settembre 2000) è un calciatore norvegese, difensore del Tromsø.

## Carriera

### Club
Skjærvik è cresciuto nelle giovanili del Template:Calcio Roterud, prima di entrare a far parte di quelle del Lillehammer. Con quest'ultimo club, ha esordito in prima squadra in data 17 aprile 2017, in 3. divisjon: è stato titolare nella sconfitta interna per 1-3 subita contro il Frigg. Il 30 aprile successivo ha trovato il primo gol con questa casacca, nel 5-0 sul Tynset. Al termine di quella stessa annata, il Lillehammer è retrocesso in 4. divisjon.
In vista della stagione 2020, Skjærvik è stato tesserato dall'HamKam, compagine all'epoca militante in 1. divisjon. Ha esordito con la nuova maglia il 20 luglio 2020, quando è stato titolare nella sconfitta per 3-2 in casa del Jerv. Ha trovato la prima rete in squadra in data 29 agosto 2021, nel successo per 3-2 arrivato sullo Start. In quella stessa stagione, l'HamKam ha centrato la promozione in Eliteserien. Il 2 aprile 2022 ha quindi disputato il primo incontro nella massima divisione locale, venendo schierato titolare nel pareggio interno per 2-2 arrivato contro il Lillestrøm.
Il 30 gennaio 2023, il Lillestrøm ha annunciato l'ingaggio di Skjærvik a titolo definitivo. Ha esordito il 23 aprile, quando ha sostituito Gjermund Åsen nella vittoria per 2-1 sul Molde. Il 19 luglio 2023 ha trovato il primo gol, nel 5-1 sull'Aalesund.
Il 18 gennaio 2024, Skjærvik ha firmato un contratto quadriennale con il Tromsø. Ha esordito il 14 aprile seguente, schierato titolare nella sconfitta interna per 0-1 subita contro l'Haugesund. Il 20 maggio 2024 ha segnato il primo gol, nella vittoria per 3-2 arrivata contro il Rosenborg. Il 25 luglio successivo ha giocato la prima partita nelle competizioni UEFA per club, nei turni preliminari della Conference League 2024-2025: è stato titolare nel successo per 0-1 in casa del KuPS.

## Statistiche

### Presenze e reti nei club
Statistiche aggiornate al 10 agosto 2025.
| Stagione           | Club               | Campionato         | Campionato | Campionato | Coppe nazionali | Coppe nazionali | Coppe nazionali | Coppe continentali | Coppe continentali | Coppe continentali | Supercoppe | Supercoppe | Supercoppe | Totale | Totale |
| Stagione           | Club               | Comp               | Pres       | Reti       | Comp            | Pres            | Reti            | Comp               | Pres               | Reti               | Comp       | Pres       | Reti       | Pres   | Reti   |
| ------------------ | ------------------ | ------------------ | ---------- | ---------- | --------------- | --------------- | --------------- | ------------------ | ------------------ | ------------------ | ---------- | ---------- | ---------- | ------ | ------ |
| 2017               | Lillehammer        | 3D                 | 21         | 4          | CN              | 0               | 0               | -                  | -                  | -                  | -          | -          | -          | 21     | 4      |
| 2018               | Lillehammer        | 4D                 | 20         | 1          | CN              | 3               | 0               | -                  | -                  | -                  | -          | -          | -          | 23     | 1      |
| 2019               | Lillehammer        | 4D                 | 21         | 4          | CN              | 0               | 0               | -                  | -                  | -                  | -          | -          | -          | 21     | 4      |
| Totale Lillehammer | Totale Lillehammer | Totale Lillehammer | 62         | 9          |                 | 3               | 0               |                    | -                  | -                  |            | -          | -          | 65     | 9      |
| 2020               | HamKam             | 1D                 | 22         | 0          | -               | -               | -               | -                  | -                  | -                  | -          | -          | -          | 22     | 0      |
| 2021               | HamKam             | 1D                 | 21         | 1          | CN              | 3               | 0               | -                  | -                  | -                  | -          | -          | -          | 24     | 1      |
| 2022               | HamKam             | ES                 | 26         | 0          | CN              | 6               | 0               | -                  | -                  | -                  | -          | -          | -          | 32     | 0      |
| Totale HamKam      | Totale HamKam      | Totale HamKam      | 69         | 1          |                 | 9               | 0               |                    | -                  | -                  |            | -          | -          | 78     | 1      |
| 2023               | Lillestrøm         | ES                 | 20         | 1          | CN              | 1               | 0               | -                  | -                  | -                  | -          | -          | -          | 21     | 1      |
| 2024               | Tromsø             | ES                 | 28         | 1          | CN              | 2               | 0               | UECL               | 4                  | 0                  | -          | -          | -          | 34     | 1      |
| 2025               | Tromsø             | ES                 | 16         | 2          | CN              | 1               | 0               | -                  | -                  | -                  | -          | -          | -          | 17     | 2      |
| Totale Tromsø      | Totale Tromsø      | Totale Tromsø      | 44         | 3          |                 | 4               | 0               |                    | 4                  | 0                  |            | -          | -          | 52     | 3      |
| Totale             | Totale             | Totale             | 195        | 14         |                 | 16              | 0               |                    | 4                  | 0                  |            | -          | -          | 215    | 14     |